# Bergantina
Una bergantina és una embarcació peculiar de la Mediterrània i mixta de xabec i bergantí. La bergantina compta amb aletes en l'obra morta de popa i per la proa braçals, violí o figura i bauprès. El seu aparell consta de dos pals tiples sense cofes ni creu direccional, amb veles rodones i llatines. N'hi ha també aparellades de goleta i altres amb tres pals dels quals el més gran i messana porten ormeig rodó i el de proa llatí.